# 2000 SQ331
2000 SQ331, também escrito como 2000 SQ331, é um objeto transnetuniano que é classificado como um centauro pelo Deep Ecliptic Survey. Ele possui uma magnitude absoluta (H) de 10,7 e, tem um diâmetro estimado de cerca de 32 km.

## Descoberta
2000 SQ331 foi descoberto no dia 23 de setembro de 2000 pelo astrônomo B. Gladman.

## Órbita
A órbita de 2000 SQ331 tem uma excentricidade de 0,707 e possui um semieixo maior de 69,807 UA. O seu periélio leva o mesmo a uma distância de 20,473 UA em relação ao Sol e seu afélio a 119,142 UA.